# Arcoppia mahunkai
Arcoppia mahunkai är en kvalsterart som beskrevs av Rodríguez och Subías 1984. Arcoppia mahunkai ingår i släktet Arcoppia och familjen Oppiidae. Inga underarter finns listade i Catalogue of Life.